# Од срца
Од срца је двадесет први музички албум српског певача Шабана Шаулића. Објављен је 1996. године за издавачку кућу Дискос у СРЈ, под окриљем издавачке куће Даниел Естрада за тржиште Немачке, а након тога и целе Европе. Албум је изашао на компакт диск формату и аудио касети, а на њему се налази осам песама.

## Песме
| Бр. | Назив песме                 | Трајање |
| --- | --------------------------- | ------- |
| 1.  | Опрости ми нано             | 03:15   |
| 2.  | Милке душо                  | 03:02   |
| 3.  | Сиротан                     | 03:10   |
| 4.  | Ој, моја ружо румена        | 03:54   |
| 5.  | Хоћемо ли у Шабац на вашар  | 03:00   |
| 6.  | Када моја младост прође     | 04:05   |
| 7.  | Сестра брата кани да вечера | 03:30   |
| 8.  | Идем кући а већ зора        | 02:46   |